# Dunstable
Dunstable es una localidad ubicada en el condado de Bedfordshire, en el centro de Inglaterra. Según el censo del año 2001 contaba con 33 805 habitantes. 